# Challenge Cup (Oostenrijk-Hongarije)
De Challenge Cup was een voetbaltoernooi dat in 1897 in het leven werd geroepen door John Gramlick, een van de medeoprichters van de Vienna Cricket and Football-Club. De competitie stond open voor clubs uit het toenmalige Oostenrijk-Hongarije. Op enkele uitzonderingen na namen er clubs deel uit de drie grote metropolen van het land, Wenen, Boedapest en Praag.
Oorspronkelijk zou de trofee in bezit komen van een club die de competitie drie keer op rij zou winnen, maar die regel werd veranderd en de trofee werd een wisselbeker die elk jaar naar de winnaar ging. De beker bleef uiteindelijk bij de Wiener Sport-Club, de winnaar van de laatste Challenge Cup.

## Finales 1897-1911
| Seizoen   | Datum finale      | Winnaar                          | Finalist                         | Resultaat | Opmerking |
| --------- | ----------------- | -------------------------------- | -------------------------------- | --------- | --- |
| 1897-1898 | 27 november 1897  | Vienna Cricket and Football-Club | Wiener FC 1898                   | 7-0       | |
| 1898-1899 | 5 maart 1899      | First Vienna FC                  | AC Victoria Wien                 | 4-1       | |
| 1899-1900 | 11 maart 1900     | First Vienna FC                  | Vienna Cricket and Football-Club | 2-0       | |
| 1900-1901 | 21 april 1901     | Wiener AC                        | Slavia Praag                     | 1-0       | |
| 1901-1902 | 19 mei 1902       | Vienna Cricket and Football-Club | Boedapest Torna Club             | 2-1       | |
| 1902-1903 | 25 mei 1903       | Wiener AC                        | ČAFC Vinohrady                   | w/o       | Vinohrady niet aangetreden |
| 1903-1904 | 10 april 1904     | Wiener AC                        | Vienna Cricket and Football-Club | 7-0       | Mogelijk alleen finale Oostenrijks toernooideel, Hongaars en Boheems deel niet gespeeld. Onzekerheid over of de wedstrijd daadwerkelijk gespeeld is |
| 1904-1905 | 24 april 1905     | Wiener Sportvereinigung          | Magyar AC Boedapest              | 2-1       | |
| 1906-1908 |                   |                                  |                                  |           | niet gespeeld |
| 1908-1909 | 13 juni 1909      | Ferencvárosi TC                  | Wiener Sport-Club                | 2-1       | |
| 1909-1910 |                   |                                  |                                  |           | niet gespeeld |
| 1910-1911 | 24 september 1911 | Wiener Sport-Club                | Ferencvárosi TC                  | 3-0       | |

## Challenge-Cup-Winnaar
- 3 x Wiener AC (1901, 1903, 1904)
- 2 x Vienna Cricket and Football-Club (1898, 1902)
- 2 x First Vienna FC (1899, 1900)
- 1 x Wiener Sportvereinigung (1905)
- 1 x Ferencvárosi TC (1909)
- 1 x Wiener Sport-Club (1911)